# Yadnya Kasada
Yadnya Kasada, ook bekend als Kesodo, is een Hindoeistisch ritueel op het Indonesische eiland Java. Het Tengervolk offert op de 14e dag van de maand kasada allerlei bezittingen in de vulkaan Bromo, zoals rijst, fruit, groenten, vee en geld. Dit doen ze als offer en voor zegeningen en een verzekering dat het een goede en mooie oogst wordt.
Dit ritueel bestaat al vanaf de 15e eeuw. Tegenwoordig is het onderdeel van de Eksotika Bromo, een meerdaags evenement, en dient het als toeristische trekpleister.